# ビール (DD-40)
|          |                                                    |
| 艦歴     |                                                    |
| 発注     |                                                    |
| 起工     | 1911年5月8日                                       |
| 進水     | 1912年4月30日                                      |
| 就役     | 1912年8月30日（海軍） 1924年10月26日（沿岸警備隊） |
| 退役     | 1919年10月25日（海軍） 1930年6月1日（沿岸警備隊）  |
| その後   | 1934年にスクラップとして売却                       |
| 除籍     |                                                    |
| 性能諸元 |                                                    |
| 排水量   | 742トン                                            |
| 全長     | 293 ft 11 in (89.6 m)                              |
| 全幅     | 27 ft (8.2 m)                                      |
| 吃水     | 9 ft 6 in (2.9 m)                                  |
| 機関     | 重油専焼缶4基                                      |
| 最大速   | 29.7ノット (55 km/h)                               |
| 乗員     | 士官、兵員83名                                     |
| 兵装     | 3インチ砲4門 18インチ魚雷発射管6門                 |

ビール (USS Beale, DD-40) は、アメリカ海軍の駆逐艦。ポールディング級駆逐艦の1隻。艦名はエドワード・フィッツジェラルド・ビールに因む。

## 艦歴
ビールは1911年5月8日にペンシルベニア州フィラデルフィアのクランプ造船所で起工した。1912年4月30日にジョン・R・マクリーン夫人（ビール大尉の娘）によって命名、進水し、1912年8月30日に艦長C・T・ブラックバーン中尉の指揮下就役する。
ビールは大西洋艦隊水雷小艦隊第5グループに配属され、大西洋岸およびメキシコ、カリブ海水域を巡航し、1915年12月13日に予備役となった。1916年1月5日に乗員数を減じられ限定就役状態となる。ビールは大西洋岸で中立パトロールに従事し、1917年3月22日に完全就役する。大西洋駆逐艦部隊に加わり、1918年2月5日にアイルランドのクイーンズタウンに到着した。
ビールは第一次世界大戦の終了までクイーンズタウンを拠点として船団護衛および偵察任務に従事した。1918年12月に帰国し、大西洋艦隊と共に活動、1919年10月25日にフィラデルフィア海軍造船所で退役した。1924年に再就役し、4月28日に沿岸警備隊に移管、密造酒取り締まり部隊「ラム・パトロール」の1隻として任務に従事した。ビールは1930年10月18日に海軍に返還され、フィラデルフィア海軍造船所で保管、1934年に廃棄された。